# OT-Mitgliedschaft
OT-Mitgliedschaft (Ohne Tarifbindung) bezeichnet in Deutschland die Mitgliedschaft eines Arbeitgebers ohne Tarifbindung in einem Arbeitgeberverband.
Unbedingte Voraussetzung für die Zulässigkeit einer OT-Mitgliedschaft ist, dass OT-Mitglieder aufgrund der Satzung des Verbandes ohne Einfluss auf tarifrechtliche Fragen bleiben, die der Verband für die Mitglieder mit Tarifbindung wahrnimmt; dies kann auf zwei Arten erreicht werden:
- Die OT-Mitgliedschaft kann durch das sogenannte Aufteilungsmodell herbeigeführt werden. Hierbei wird neben dem allgemeinen Arbeitgeberverband, der die allgemeinen Dienstleistungsaufgaben erfüllt, eine weitere (Unter-)Organisation geschaffen, die die Tarifpolitik übernimmt. Der Arbeitgeberverband hat also selbst keine Tarifzuständigkeit. Nur die jeweilige (Unter-)Organisation ist tarifzuständig und muss selbst auch tariffähig sein. Mangels Mitgliedschaftsrechten haben OT-Mitglieder somit keine Möglichkeit, die tarifzuständige (Unter-)Organisation zu beeinflussen.

- Die OT-Mitgliedschaft kann durch das sogenannte Stufenmodell erreicht werden. Dazu wird innerhalb des jeweiligen Arbeitgeberverbands die Tarifzuständigkeit durch die Satzung eingeschränkt, so dass OT-Mitglieder dieser nicht unterfallen. Dabei muss die Teilnahme von OT-Mitgliedern an Wahlen zu Tarifkommissionen, Abstimmungen über tarifrechtliche Fragen oder Urabstimmungen über Arbeitskampfmaßnahmen durch die Satzung ausgeschlossen sein. Nach der Änderung einer normalen Mitgliedschaft in eine OT-Mitgliedschaft muss der jeweilige Arbeitgeber außerdem gegebenenfalls entsprechender Ämter verlustig gehen.

Aus vereinsrechtlicher Sicht ist diese Form eingeschränkter Mitgliedschaftsrechte unproblematisch und unterfällt der Satzungsautonomie des jeweiligen Verbandes (vgl. § 35 BGB).
Die Möglichkeit für die Schaffung von OT-Mitgliedschaften wird von einem Teil der Literatur aber aus arbeitsrechtlicher Sicht scharf angegriffen und als rechtlich unzulässig angesehen. Insbesondere beim Stufenmodell wird eine Verschiebung der Parität der Tarifvertragsparteien befürchtet, indem die Arbeitgeberverbände zwar nur für Mitglieder mit Tarifbindung die Tarifverträge abschlösse aber zugleich finanzielle und ideelle Unterstützung, vor allem bei Arbeitskämpfen, auch durch OT-Mitglieder erhalte. Das Bundesarbeitsgericht (BAG) ist der Ansicht, dass es einem Arbeitgeberverband grundsätzlich nicht verwehrt sei, eine Form der Mitgliedschaft vorzusehen, die nicht zur Tarifbindung führt. Wegen der an die Tarifbindung anknüpfenden Rechtswirkungen ist jedoch erforderlich, dass die Verbandsmitgliedschaft mit Tarifbindung von der Mitgliedschaft ohne Tarifbindung eindeutig abgegrenzt ist. Entspricht die Verbandssatzung der Arbeitgeber diesen Anforderungen nicht, so konnte die Klage eines Arbeitnehmers in einem entschiedenen Fall erfolgreich sein, der tarifliche Rechte gegenüber dem tarifungebundenen Verbandsmitglied eingefordert hatte.
Das Bundesverfassungsgericht (BVerfG) hat in einem Beschluss vom 1. Dezember 2010 (1 BvR 2593/09) das Urteil des BAG bestätigt, die Verfassungsbeschwerde eines Klägers nicht zur Entscheidung angenommen
gebilligt und einige Regeln aufgestellt.